# 唐灭史朝义之战
唐朝灭史朝义之战，唐代宗宝应元年（762年）十月至宝应二年（763年）正月，唐軍于洛阳大败史朝义后，乘胜追击，迫其自杀的作战。
宝应元年十月，唐代宗以雍王李适为天下兵马元帅，朔方节度使仆固怀恩为副元帅，率领诸道节度使及回纥兵会攻洛阳。十月三十日，在洛阳北郊大败史朝义军，歼其六万余人，俘其二万余人，史朝义仅率轻骑数百东逃。唐军收复洛阳后，仆固怀恩留回纥兵在河阳，派其子右厢兵马使仆固玚及朔方兵马使高辅成率步骑万余人，乘胜追击史朝义，攻克郑州、汴州等地。史朝义逃往濮州。十一月初，史朝义从濮州北渡黄河，仆固怀恩攻下滑州，追击史朝义至卫州，再次将其击败。当时史朝义部将田承嗣等率军四万与史朝义会合，迎战唐军。仆固玚率军力战，将田承嗣等击败，追至昌乐（今河南南乐）东。史朝义率魏州兵来战，又战败，史军将领薛嵩、张忠志等各率所部州县降唐。史朝义逃到贝州，与其大将薛忠义合兵三万南下迎战，进至临清，被仆固玚伏兵袭击败走。此时，回纥兵赶到，与唐军会合追击，于下博（今河北深县东南）东又大败史军。史朝义逃往莫州。仆固怀恩派都知兵马使薛兼训、兵马使郝庭玉与兖郓节度使田神功、河东节度使辛云京、青淄节度使侯希逸与仆固玚部会合，进军围困莫州。宝应二年（763年）正月，史朝义多次出战都失败，便留下田承嗣守莫州，自率兵突围北去幽州求救。史朝义走后，田承嗣即开城投降。仆固玚、侯希逸、薛兼训等率兵三万，追击史军至归义（今河北雄县西北），史朝义败走范阳。范阳守将李怀仙已经降唐，史朝义不得入城，其部下人纷纷离去，史朝义仅率数百骑逃奔广阳（今北京房山东北）。又被守军拒绝，只得北入奚、契丹，走到温泉栅（今河北丰润东）时，李怀仙的追兵赶到。史朝义众叛亲离、走投无路，被迫在林中自杀，历时七年多的安史之乱，至此结束。